# Boston Tea Party (TV-program)
Boston Tea Party är ett svenskt tv-program på Kanal 5 som hade premiär den 24 september 2007. Bakom programmet står radarparet Filip & Fredrik, som också är programledare. Programtiteln anspelar på Tebjudningen i Boston. Själva programidén är hämtad från det klassiska tv-programmet Fråga Lund. Skillnaden är att det här bara är Filip & Fredrik som ställer frågor till expertpanelen samt att det även förekommer bandade inslag där programledarna provar på olika aktiviteter.
Inspelningen av den första säsongen startade den 30 augusti 2007. I programmet ställer duon frågor som Känner en tax igen sin bror?, Hur tillagar man en människa för bästa smak? Tillsammans med kända och okända gäster och den allvetande "Superfemman" diskuterar Filip & Fredrik allt från djur till kannibalism och terrorism. I "Superfemman" ingår fem experter, statsvetaren Stig-Björn Ljunggren, psykologen Rio Cederlund, historikern Anders Blomqvist, läkaren Stefan Branth och fysikern Patrik Norqvist. Bengt Alsterlind är speaker och presenterar varje nytt ämne.
Den andra säsongen av Boston Tea Party hade premiär den 27 oktober 2008. Bengt Liljegren ersatte Anders Blomqvist som historiker i superfemman; de övriga är desamma som föregående år. Den tredje säsongen, bestående av sex avsnitt, spelades in 20–22 september 2009. Avsnitten började sändas 1 mars året därpå. Ny läkare denna säsong var Mikael Sandström och ny psykolog var Anna Karlstedt.

## Introt med Per Gessle
Varje avsnitt i första säsongen började med en regisserad dramasekvens. I detta drama har Filip och Fredrik beställt en vinjettmelodi av Per Gessle, som varje gång misslyckas med att leverera en melodi. I de första avsnitten syns inte Gessles ansikte, och man kan ana att det är en look-alike. I senare avsnitt ser man dock att det är Per Gessle som medverkar. I stället för den beställda melodin spelas någon av Per Gessles tidigare låtar (utom i avsnitt 6, där en Brainpoollåt används i stället). Per Gessle meddelar på sin hemsida att han släpper en låt kallad "Shopping With Mother" den 28 november som är gjord just för programmet.

## Citat kring programmet
- Snillen spekulerar möter ett touretteskonvent – Fredriks beskrivning av programmet
- Programidén knäcktes under ett samtal om just värdelöst vetande som Filip och Fredrik förde. Det handlade om filmen Alive, där ett flygplan havererar i Anderna och de överlevande passagerarna tvingas äta upp de avlidna för att överleva. - Filip sa att folk som legat ihjälfrusna i 30 år är det bara att slänga på grillen. Det tvekar jag väldigt mycket på. Har de självdött borde väl köttet ha blivit dåligt. Då kanske man blir sjuk. Sådana frågor ska vi ta upp – Fredrik Wikingsson

## Avsnitt
Det gjordes 10 avsnitt till första säsongen, varav det första sändes 24 september 2007. Säsong 2 spelades in 14 augusti-20 augusti och hade premiär 27 oktober 2008 på Kanal 5.

### Säsong 1
| Nr | Titel                | Sändes först      | Inspelningsdatum  | Inspelning # | Tittarantal | Bandningstid |
| --- | -------------------- | ----------------- | ----------------- | ------------ | ----------- | ------------ |
| 1 | "Hjärnan"            | 24 september 2007 | 30 augusti 2007   | 2            | 304 000     | ca 160 min   |
| I avsnittet diskuteras hjärnan, bl.a. går Filip & Fredrik till en hypnotisör. Gäst i studion är Hans Forssberg från Sthlm Brain Institute.                                                                          |                      |                   |                   |              |             |              |
| 2 | "Pengar"             | 1 oktober 2007    | 31 augusti 2007   | 3            | 316 000     | ca 140 min   |
| Kjell A. Nordström är gäst i studion och det pratas om pengar. Filip & Fredrik träffar två look-a-likes i England.                                                                                                  |                      |                   |                   |              |             |              |
| 3 | "Kroppen"            | 8 oktober 2007    | 31 augusti 2007   | 4            | 307 000     | ca 130 min   |
| Det pratas om bland annat kannibalism och cigaretter. Fredrik äter en del av sin egen stjärt. |                      |                   |                   |              |             |              |
| 4 | "Brott och straff"   | 15 oktober 2007   | 26 september 2007 | 5            | 364 000     | ca 145 min   |
| Gäst i studion är Leif G.W. Persson och diskussionen handlar bland annat om brottslingar och terrorism. Filip blir satt i en skampåle på ett torg i Gamla stan.                                                     |                      |                   |                   |              |             |              |
| 5 | "Kärlek & Hat"       | 22 oktober 2007   | 27 september 2007 | 7            | 254 000     | ca 160 min   |
| Filip & Fredrik träffar en sexolog och diskuterar bland annat otrohet. |                      |                   |                   |              |             |              |
| 6 | "Diktatorer"         | 29 oktober 2007   | 30 augusti 2007   | 1            | 253 000     | ca 195 min   |
| I avsnittet diskuteras om de fem diktatorerna Adolf Hitler, Josef Stalin, Idi Amin, Mao Zedong och Kim Jong Il. Filip & Fredrik köper en champagneflaska i England på auktion, den ska ha hittats i Hitlers bunker. |                      |                   |                   |              |             |              |
| 7 | "Framtiden & Rymden" | 5 november 2007   | 26 september 2007 | 6            | 268 000     | ca 150 min   |
| Det pratas om framtiden och rymden. Det visas två klipp från när Filip & Fredrik var unga som de skäms för. |                      |                   |                   |              |             |              |
| 8 | "Kändisar"           | 12 november 2007  | 28 september 2007 | 9            | 250 000     | ca 185 min   |
| Gäst i studion är Nanna Gillberg och det diskuteras kändisar. Filip & Fredrik kändisbartendrar i Eslöv. |                      |                   |                   |              |             |              |
| 9 | "Döden & Ångest"     | 19 november 2007  | 27 september 2007 | 8            | 326 000     | ca 160 min   |
| Det pratas om döden och ångest. Filip & Fredrik får reda på vem som ska dö först. |                      |                   |                   |              |             |              |
| 10 | "Djur"               | 26 november 2007  | 28 september 2007 | 10           | 354 000     | ca 150 min   |
| Säsongsavslutning och för första gången används Per Gessles specialskrivna vinjettlåt. Gäst i studion är Jonas Wahlström och det pratas om djur.                                                                    |                      |                   |                   |              |             |              |

### Säsong 2
Säsong 2 spelades in mellan datumen 14 augusti-20 augusti och hade premiär 27 oktober 2008 på Kanal 5. Ämnen som kommer tas upp är bland annat "sjukdomar", "sex", "religion och sekter" och "människans gränser".
| Nr | Titel                  | Sändes först     | Inspelningsdatum | Inspelning # | Tittarantal | Bandningstid |
| --- | ---------------------- | ---------------- | ---------------- | ------------ | ----------- | ------------ |
| 1 | "Uppväxt"              | 27 oktober 2008  | 20 augusti 2008  | 10           | 263 000     |              |
| I avsnittet diskuteras det som förenar oss alla - uppväxten. |                        |                  |                  |              |             |              |
| 2 | "Mat"                  | 3 november 2008  | 15 augusti 2008  | 4            | 343 000     |              |
| I avsnittet diskuteras mat och krögaren Carl-Jan Granqvist hänför Fredrik och Filip med en erotisk beskrivning av hur man smakar av en måltid.                   |                        |                  |                  |              |             |              |
| 3 | "En Ding Ding Värld"   | 10 november 2008 | 14 augusti 2008  | 1            | 304 000     |              |
| Filip går till väders med heliumballonger och så intervjuar de Ernst Billgren under vattnet.                                                                     |                        |                  |                  |              |             |              |
| 4 | "Prylar och gadgets"   | 17 november 2008 | 14 augusti 2008  | 2            | 296 000     |              |
| Filip och Fredrik berättar historien om Sveriges första prylbög tillsammans med Adam Alsing och Gry Forssell när Boston Tea Party diskuterar prylar och gadgets. |                        |                  |                  |              |             |              |
| 5 | "Lögner"               | 24 november 2008 | 15 augusti 2008  | 3            | 348 000     |              |
| Filip och Fredrik testar bland annat hur det är att vara fulla på jobbet.                                                                                        |                        |                  |                  |              |             |              |
| 6 | "Sex"                  | 1 december 2008  | 19 augusti 2008  | 7            | 456 000     |              |
| Filip och Fredik kollar hur bra motion sex ger. De träffar även sina första runkbilder. Katerina Janouch är gäst i studion.                                      |                        |                  |                  |              |             |              |
| 7 | "Fåfängans fyrverkeri" | 8 december 2008  | 18 augusti 2008  | 6            | 395 000     |              |
| Är blinda fåfänga? Filip och Fredrik talar även med författaren Björn Ranelid om fåfänga.                                                                        |                        |                  |                  |              |             |              |
| 8 | "Religion och sekter"  | 15 december 2008 | 18 augusti 2008  | 5            | 340 000     |              |
| Hur dog egentligen Jesus? Filip och Fredrik blir korsfästa. |                        |                  |                  |              |             |              |
| 9 | "Sjukt"                | 25 maj 2009      | 19 augusti 2008  | 8            | 215 000     |              |
| Kan man leva på dropp? Vad kostar en njure? Läkaren Niklas Långström pratar om apotemnofili, nekrofili och andra så kallade "filier" i studion.                  |                        |                  |                  |              |             |              |
| 10 | "Människans gränser"   | 1 juni 2009      | 20 augusti 2008  | 9            | 174 000     |              |
| Fredrik kör bil blind genom Stockholm och kappspringer mot hundar. Äventyraren Fredrik Sträng berättar om hur det var att klättra upp på Mount Everest.          |                        |                  |                  |              |             |              |

### Säsong 3
| Nr | Titel                       | Sändes först | Inspelningsdatum  | Inspelning # | Tittarantal | Bandningstid |
| --- | --------------------------- | ------------ | ----------------- | ------------ | ----------- | ------------ |
| 1 | "Sinnen"                    | 1 mars 2010  | 20 september 2009 | 2            | 252 000     |              |
| Filip och Fredrik undersöker våra sinnen, lukt, smak, syn, hörsel och känsel.                                                                                             |                             |              |                   |              |             |              |
| 2 | "Krig och fred"             | 8 mars 2010  | 21 september 2009 | 4            | 208 000     |              |
| Jan Guillou är gäst i studion och Markus Krunegård spelar live. Filip testar att sy sig själv.                                                                            |                             |              |                   |              |             |              |
| 3 | "Miljö"                     | 15 mars 2010 | 20 september 2009 | 1            | 318 000     |              |
| Filip och Fredrik trotsar sin oerhört starka hypokondri och åker till Tjernobyl, de bygger ett flytande kontor av petflaskor och de pratar om solarietrenden på 80-talet. |                             |              |                   |              |             |              |
| 4 | "Manlighet och kvinnlighet" | 22 mars 2010 | 22 september 2009 | 5            | 264 000     |              |
| Amelia Adamo är gäst i studion. Är paj kvinnligt eller manligt och är dans ett förspel eller bara en rolig sysselsättning?                                                |                             |              |                   |              |             |              |
| 5 | "Havet"                     | 29 mars 2010 | 21 september 2009 | 3            | 324 000     |              |
| Havet diskuteras och Filip tolkar den lilla sjöjungfrun och Patrik spelar i Zombiefilm.                                                                                   |                             |              |                   |              |             |              |
| 6 | "00-talets snackisar"       | 5 april 2010 | 22 september 2009 | 6            | 228 000     |              |
| Filip och Fredrik gör en resa genom det årtionde som just passerat. |                             |              |                   |              |             |              |